# Джаубат-Бургаль
Джаубат-Бургаль (араб. جوبة برغال‎) — деревня на северо-западе Сирии, расположенный на территории мухафазы Латакия. Входит в состав района Эль-Кардаха. Является административным центром одноимённой нахии.

## Географическое положение
Деревня находится в восточной части мухафазы, на западных склонах горного хребта Ансария, на высоте 833 метров над уровнем моря.

Джаубат-Бургаль расположен на расстоянии приблизительно 28 километров к востоку-юго-востоку (ESE) от города Латакия, административного центра провинции и на расстоянии 214 километров к северо-северо-западу (NNW) от Дамаска, столицы страны.

## Население
По данным официальной переписи 2004 года численность населения деревни составляла 959 человек (494 мужчины и 465 женщин). В конфессиональном составе населения преобладают алавиты.

## Транспорт
Ближайший гражданский аэропорт — Международный аэропорт имени Басиля Аль-Асада.